# M. J. Bassett
M. J. Bassett (nascut Michael J. Bassett) és una escriptora, directora i productora de cinema i televisió britànica. Va començar la seva carrera dirigint la pel·lícula de culte de terror Deathwatch (2002) i  Wilderness (2006). També va dirigir la fantasia fosca Solomon Kane (2009) i l'adaptació del videojoc Silent Hill: Revelation (2012). Des del 2012, ha treballat com a directora, escriptora i productora en sèries de televisió com Strike Back, Ash vs Evil Dead, Power, i Altered Carbon. És transgènere i va anunciar-ho públicament el 2017.

## Primers anys
Bassett va créixer a Newport (Shropshire), a les West Midlands, on es va educar a l'Adams Grammar School. Aquí va gaudir d'una vida que ha descrit com una "infància segura i poc notable". Aquí va desenvolupar una obsessió per la fauna salvatge i la natura; La fascinació de Bassett pel cinema no sorgirà fins molt més tard. Les aspiracions infantils de Bassett eren ser veterinari de vida salvatge a Àfrica. A causa de les seves notes a l'escola, va descartar fer la carrera veterinària i, als 16 anys, Bassett va deixar l'escola i es va convertir en assistent de cineasta de vida salvatge, on va passar 18 mesos aprenent fotografia i realització de pel·lícules.

## Carrera
Després del seu temps com a assistent, Bassett va decidir tornar a l'escola per fer un A-Level amb l'esperança d'obtenir un títol de Zoologia. Un cop tornat a l'escola, Bassett va escriure a diversos productors de televisió, buscant feina com a presentador de natura. Finalment, Bassett va ser contactat per Janet Street Porter, poc després va començar a treballar com a presentador al programa infantil Get Fresh, on va presentar els segments de ciència i natura. Va marxar per treballar en altres programes, però a mesura que la feina va deixar d'arribar, va anar perdent interès. En aquest moment, Bassett es va adonar que volia fer pel·lícules. Com que passar a la realització de pel·lícules comportaria un risc substancial, Bassett va treballar durant un any animant i donant veu al titella Scally the Dog a Children's ITV mentre considerava el canvi de carrera.
Després Bassett va produir diversos curtmetratges, així com una peça de 16 mm per a la televisió. Durant tot el temps, Bassett va treballar en guions de llargmetratges que utilitzava per intentar captar l'atenció dels productors. Després d'un període d'anys, el guió de Bassett titulat No Man's Land va generar un interès important. Molts estudis es van oferir a comprar el guió, però Bassett estava decidit a dirigir la pel·lícula del seu guió. Finalment, una productora va acceptar això, i la pel·lícula es va retitular Deathwatch.
És l'actual directora de Red Sonja, després que s'hagués informat que Hannah John-Kamen i Joey Soloway havien marxat de la pel·lícula.

## Vida personal
El 2017, Bassett va sortir de l’armari com a trans.
Té dues filles, Maddie i l’actriu Isabel, i un fill, Tom.

## Filmografia

### Cinema
| Any  | Títol                   | Director  | Guionista | Productor | Notes |
| ---- | ----------------------- | --------- | --------- | --------- | --- |
| 2002 | Deathwatch              | Sí        | Sí        | Associat  | Gran Premi de Cinema Fantastic Europeu de Plata Nominada – Premi Internacional de Cinema Fantastic a la Millor Pel·lícula Nominada – Gran Premi de pel·lícula fantàstica europea d'or Nominada – Premi del Festival Molodista a la millor pel·lícula de ficció Nominada – Premi Narcisse de Neuchâtel per Millor llargmetratge Nominada – Premi a la millor pel·lícula (Festival de Sitges) |
| 2002 | The Abduction Club      | 2a unitat | No        | No        | |
| 2006 | Wilderness              | Sí        | Sí        | No        | |
| 2009 | Solomon Kane            | Sí        | Sí        | No        | Premi del Públic i del Jurat del Fantasporto |
| 2012 | Silent Hill: Revelation | Sí        | Sí        | No        | Nominada- Premi Rondo Hatton Classic Horror a la millor pel·lícula |
| 2019 | Inside Man: Most Wanted | Sí        | No        | No        | |
| 2020 | Rogue                   | Sí        | Sí        | Sí        | Va escriure el guió amb la seva filla, Isabel |
| 2021 | Endangered Species      | Sí        | Sí        | Sí        | Va escriure el guió amb la seva filla, Isabel |
| 2024 | Red Sonja               | Sí        | Sí        | No        | |

#### Com a part de l‘equip de filmació
- Shooting Fish (1997) (Electronic Press Kit Producer)
- Waking Ned (1998) (Electronic Press Kit Director/Producer)
- Gabriel & Me (2001) (Electronic Press Kit Director)
- Close Your Eyes (2002) (Electronic Press Kit)

### Televisió
| Any     | Títol                  | Director | Guionista | Productor | Notes                             |
| ------- | ---------------------- | -------- | --------- | --------- | --------------------------------- |
| 1998    | Bugs                   | No       | Sí        | No        | 3 episodis                        |
| 2012–18 | Strike Back            | Sí       | Sí        | Executive | 15 episodis                       |
| 2013    | Da Vinci's Demons      | Sí       | No        | No        | 2 episodis                        |
| 2015    | The Player             | Sí       | No        | No        | 2 episodis                        |
| 2015–16 | Ash vs Evil Dead       | Sí       | Sí        | No        | 4 episodis                        |
| 2015–18 | Power                  | Sí       | No        | No        | 4 episodis                        |
| 2018    | Taken                  | Sí       | No        | No        | Episodi: "Imperium"               |
| 2018    | Iron Fist              | Sí       | No        | No        | Episodi: "Target: Iron Fist"      |
| 2018    | Nightflyers            | Sí       | No        | No        | Episodi: "Greywing"               |
| 2019    | Altered Carbon         | Sí       | No        | No        | 2 episodis                        |
| 2020    | Motherland: Fort Salem | Sí       | No        | No        | Episodi: "Bellweather Season"     |
| 2022    | Reacher                | Sí       | No        | No        | Episodi: "Pie"                    |
| 2022    | The Terminal List      | Sí       | No        | No        | Episodi: "Consolidation"          |
| 2023    | Quantum Leap           | Sí       | No        | No        | Episodi: "The Lonely Hearts Club" |